# 先天性橫膈疝氣

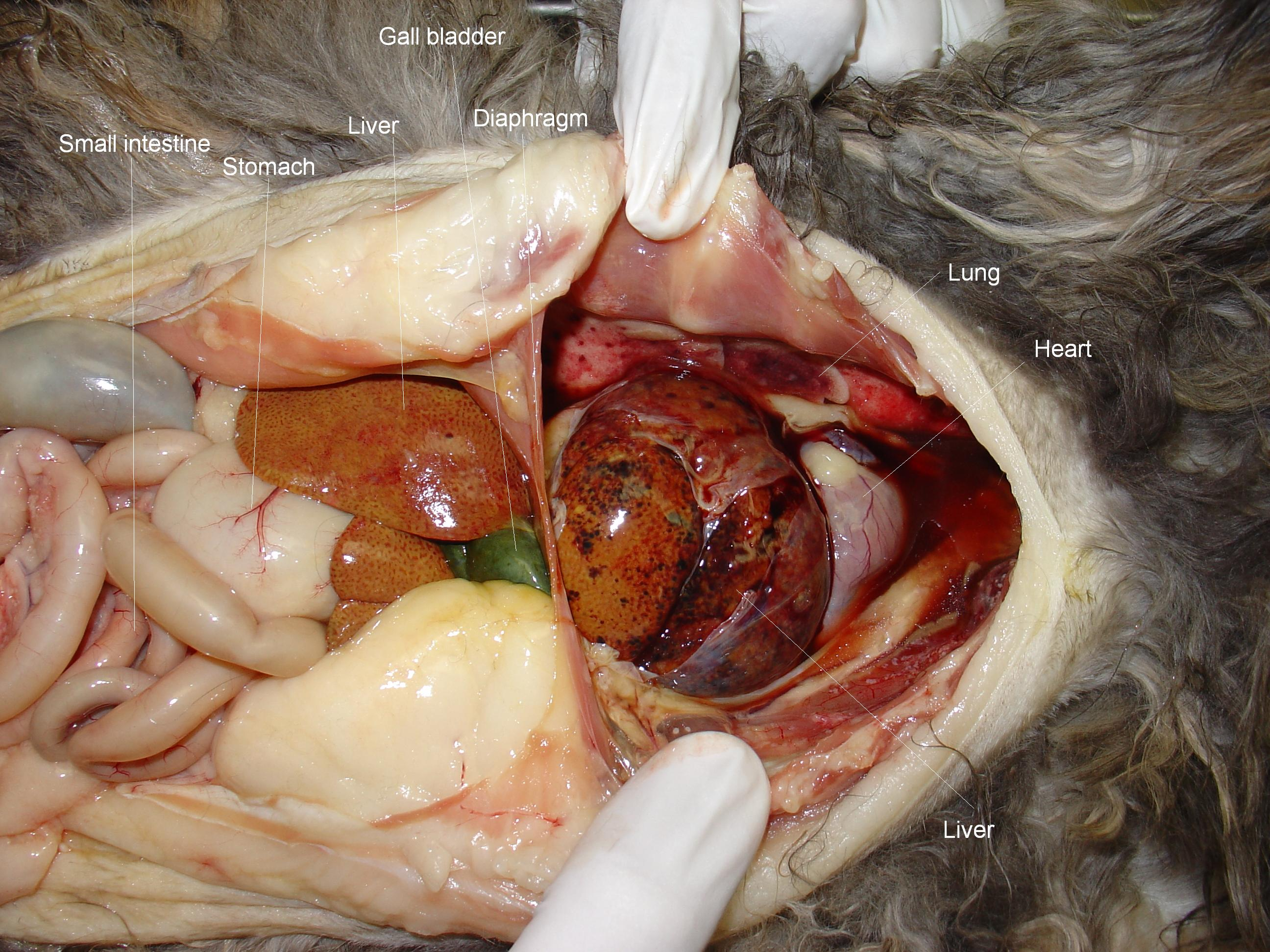
患有心包囊橫隔赫尼亞（Peritoneopericardial Diaphragmatic Hernia）的貓，這是與先天性橫膈疝氣相似的疾病。另外獸醫學對Hernia的翻譯為赫尼亞，一般醫學則是疝氣、疝。

先天性橫膈疝氣（congenital diaphragmatic hernia）或先天性膈疝，是由于先天性膈肌发育缺损，腹腔脏器或内容物经缺损处进入胸腔而形成的疝。
在胚胎时期，膈肌发育不良或闭合不全可导致单侧或双侧膈肌缺陷，这些缺损可在食管裂孔、食管周围、胸骨后外侧或后侧发生，造成食管裂孔疝、胸腹裂孔疝，和胸骨后疝等等。先天性膈疝會限制肺部生長而具致命性。這種疾病相當少見，約2,000-5,000名新生兒中會出現一位，死亡率約40%-69%。

## 類型
先天性橫膈疝氣發生於胚胎發育時期的第6周，主要有幾種類型：
- 發生在橫膈膜上用來通過消化道的動口（食道裂口、esophageal hiatus）。
- 發生在胸骨後的Morgagni氏孔。
- 發生在橫格後側方的Bochdalek氏孔，這種類型約占80%~90%。

## 缺陷
先天性橫膈疝氣會伴隨下列缺陷：
- 橫膈膜在型態發生時期未能完全閉合。
- 腹腔的內涵物進入胸腔，此為疝氣（hernia）的一種形式。
- 肺臟發育不全（pulmonary hypoplasia）。
- 肺高壓症（pulmonary hypertension）。
- 心臟發展不良。
- 心臟衰竭

## 診斷、症狀與治療
醫生可以根據胎兒的狀況，在胎兒出生前發現疾病。診斷方法則是超音波或是聽診。有時可以產前干預（fetal intervention）的方式治療，是否成功則依嚴重性而定。
嬰兒出生後便伴隨橫膈膜疝氣，並因為肺高壓症以及肺臟發育不全而導致循環系統的衰竭。第一個症狀是血液在肺部中的流動因肺部缺陷而受到約束。肺臟發育不全或是肺容積（lung volume）縮小，與腹腔的器官出現在胸腔中有直接關係。
在新生兒科醫學（neonatal medicine）的發展下，生存機會已逐漸提高。生存的機會與利用超音波測量而得的肺容積與頭圍比例有關。這種比例稱為肺頭圍比（lung-to-head ratio、LHR）。

## 註解
1. ↑  . 术语在线. 全国科学技术名词审定委员会. （简体中文）
2. ↑  . BBC news. 2004-07-26.  - report of new operation, pioneered at London's King's College Hospital which  reduced death rates in the most at risk by 50%

## 外部連結
- UCSF Fetal Treatment Center - Congenital Diaphragmatic Hernia（页面存档备份，存于）
- The Brown Fetal Treatment Program - Providence, Rhode Island
- Fetal Care Center of Cincinnati - Fetal Surgery for Congenital Diaphrahmatic Hernia（页面存档备份，存于）